# Struthanthus eichleri
Struthanthus eichleri är en tvåhjärtbladig växtart som beskrevs av Baehni & Macbride. Struthanthus eichleri ingår i släktet Struthanthus och familjen Loranthaceae. Inga underarter finns listade i Catalogue of Life.